# Spiranthinae
Spiranthinae Lindl., 1840 è una sottotribù di piante spermatofite monocotiledoni appartenenti alla famiglia delle Orchidacee, dall'aspetto di piccole erbacee perenni dalla tipica infiorescenza a forma di spirale, comprendente oltre 40 generi.

## Etimologia
Il nome di questa sottotribù deriva dal genere tipo Spiranthes ed è stato proposto dal botanico inglese John Lindley(1799-1865). L'etimologia del nome del genere (e quindi della sottotribù) si riferisce alla forma dell'infiorescenza della maggioranza delle sue specie. Infatti dal greco sappiamo che ”speira” = spira e ”anthos” = fiore (= fiore a forma di spira o spiralato o fiore spirale). La prima pubblicazione di riferimento per questa sottotribù è del 1840 e s'intitola: The Genera and Species of Orchidaceous Plants .

## Descrizione
I dati morfologici si riferiscono soprattutto alle specie europee e in particolare a quelle spontanee italiane.
Sono piante erbacea perenni mediamente alte (massimo 1 metro). La forma biologica prevalente di queste orchidee è geofita rizomatosa (G rizh), ossia sono piante con un particolare fusto sotterraneo, detto rizoma, che ogni anno si rigenera con nuove radici e   fusti avventizi. Sono orchidee sia terrestri, che (meno frequentemente) “epifite”, specialmente quelle tropicali.

### Radici
Le radici sono secondarie da rizoma. Sono del tipo fascicolato (carnose e glabre) e si trovano nella parte superiore dei rizotuberi; oppure fuoriescono a intervalli lungo il rizoma. Raramente sono assenti, in questo caso il rizoma è ingrossato simile al corallo. In quelle epifite è presente il velamen.

### Fusto
- Parte ipogea: la parte sotterranea consiste in un corto rizoma terminante in due (o più) tubercoli allungati (o rizotuberi fusiformi)) le cui funzioni sono quelle di alimentare la pianta, ma anche di raccolta dei materiali nutritizi di riserva.
- Parte epigea: i fusti aerei sono sottili, ascendenti e semplici. Al momento della fioritura alcune specie presentano uno scapo afillo.

### Foglie
- Foglie basali: sono presenti alcune foglie riunite in una rosetta basale; sono intere da forma lineare-lanceolata a ovata con apice acuto e portamento eretto. La pagina fogliare è percorsa da deboli venature longitudinali (foglie di tipo parallelinervie).
- Foglie cauline: sono progressivamente ridotte a delle squame patenti simili a brattee. La disposizione lungo il fusto è spiralata come l'infiorescenza.

In alcune specie le foglie sono quasi del tutto assenti.

### Infiorescenza
L'infiorescenza è una spiga sessile e unilaterale. La disposizione dei fiori è tipicamente a spirale. I fiori sono posizionati alle ascelle di brattee; alcuni sono resupinati, ossia ruotati di 180° per cui il labello si trova in posizione bassa, mentre altri non lo sono.

### Fiori
I fiori, piccoli quasi labiati (tubolari), sono ermafroditi ed irregolarmente zigomorfi, pentaciclici (perigonio a 2 verticilli di tepali, 2 verticilli di stami (di cui uno solo fertile – essendo l'altro atrofizzato), 1 verticillo dello stilo). Il colore di fiori è vario: bianco, crema o giallo, rosato-lilla o verdastro.

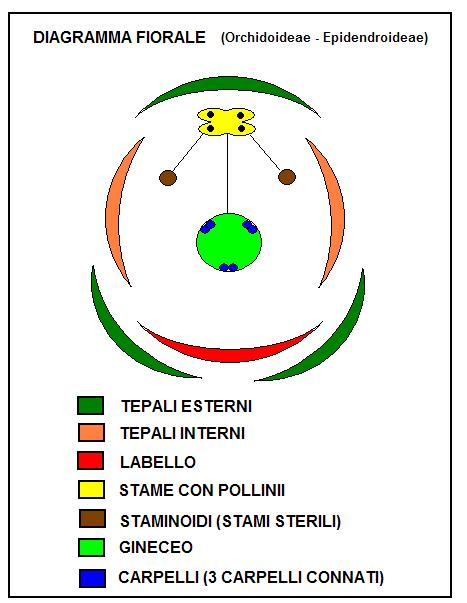
Diagramma fiorale

- Formula fiorale: per queste piante viene indicata la seguente formula fiorale:

X, P 3+3, [A 1, G (3)], infero, capsula
- Perigonio: il perigonio è composto da 2 verticilli con 3 tepali (o segmenti) ciascuno (3 interni e 3 esterni). I vari tepali (a parte il labello) sono più o meno uguali (a forma ovato-lanceolata), ottusi e più o meno conniventi. Quelli interni insieme a quello dorsale esterno formano una specie di cappuccio a protezione degli organi riproduttivi (ginostemio). I due tepali laterali esterni possono invece essere patenti e comunque più liberi. Spesso sono decorrenti sull'ovario.
- Labello: il labello in alcune specie è semplice (non formato da due parti distinte) e privo dello sperone; in altre è diviso in due parti (ipochilo e epichilo). La forma è oblungo-spatolata e allargata (e crenulata) nella parte terminale, mentre alla base i margini sono ripiegati all'interno così da contenere lo ginostemio; a volte il labello è aderente a parte del ginostemio.
- Ginostemio:  lo stame con le rispettive antere (in realtà si tratta di una sola antera fertile biloculare – a due logge) è concresciuto con lo stilo e forma una specie di organo colonnare chiamato ginostemio[7]. Il polline è conglutinato in pollinii (o masse polliniche) collegati direttamente (senza caudicole o con caudicole a seconda della specie) al retinacolo (una ghiandola vischiosa sporgente che ha la funzione di catturare il polline). La forma di questa struttura è spesso usata in tassonomia per raggruppare filogeneticamente i vari taxa.
- Ovario: l'ovario, infero e sessile, è formato da tre carpelli fusi insieme[4].

### Frutti
Il frutto è una capsula più o meno ovoidale con alcune coste. È deiscente lungo tre di queste coste. Al suo interno sono contenuti numerosi minutissimi semi (sono probabilmente i semi più piccoli della famiglia delle Orchidee). Questi semi sono privi di endosperma e gli embrioni contenuti in essi sono poco differenziati in quanto formati da poche cellule. Queste piante vivono in stretta simbiosi con micorrize endotrofiche, questo significa che i semi possono svilupparsi solamente dopo essere infettati dalle spore di funghi micorrizici (infestazione di ife fungine del genere Rhizoctonia). Questo meccanismo è necessario in quanto i semi da soli hanno poche sostanze di riserva per una germinazione in proprio..

## Biologia
La riproduzione di queste piante avviene in due modi: 
- per via sessuata grazie all'impollinazione degli insetti pronubi (imenotteri) in quanto sono piante provvista di nettare; ma la germinazione dei semi è condizionata dalla presenza di funghi specifici (i semi sono privi di albume – vedi sopra).
- per via vegetativa in quanto i rizomi possono emettere gemme avventizie capaci di generare nuovi individui.

## Distribuzione e habitat
La distribuzione delle specie di questa sottotribù è abbastanza cosmopolita (Europa, Asia, Nord Africa, Americhe, Australia e Nuova Guinea). In Europa (e in Italia) sono presenti solo alcune specie (genere Spiranthes).
Data la diversità delle specie di questa sottotribù non è possibile definire un habitat tipico. Entrambe le specie europee vivono sull'arco alpino in ambienti contrastanti (umidi o secchi).

## Tassonomia
La sottotribù delle Spiranthinae è assegnata alla tribù delle Cranichideae che a sua volta fa parte della sottofamiglia delle Orchidoideae (il secondo gruppo di orchidee per importanza numerica dopo la sottofamiglia delle Epidendroideae).

### Generi
La tribù attualmente comprende i seguenti 41 generi per un totale di 538 specie. Il numero delle specie è stato ottenuto considerando quelle accettate da Plants of the World Online (marzo 2021).:
- Aracamunia Carnevali & I.Ramírez, 1989 (1 sp.)
- Aulosepalum Garay, 1980 (9 spp.)
- Beloglottis Schltr., 1920 (7 spp.)
- Brachystele Schltr., 1920 (20 spp.)
- Buchtienia Schltr., 1929 (4 spp.)
- Coccineorchis Schltr., 1920 (8 spp.)
- Cotylolabium Garay, 1980 (1 sp.)
- Cybebus Garay, 1978 (1 sp.)
- Cyclopogon C.Presl, 1827 (94 spp.)
- Degranvillea Determann, 1985 (1 sp.)
- Deiregyne Schltr., 1920 (24 spp.)
- Dichromanthus Garay, 1982 (4 sp.)
- Eltroplectris Raf., 1837 (15 spp.)
- Eurystyles Wawra, 1863 (21 spp.)
- Funkiella Schltr., 1920 (7 spp.)
- Hapalorchis Schltr., 1919 (13 spp.)
- Helonoma Garay, 1980 (4 spp.)
- Kionophyton Garay, 1980 (3 spp.)
- Lankesterella Ames, 1923 (11 spp.)
- Lyroglossa Schltr., 1920 (2 spp.)
- Mesadenella Pabst & Garay, 1953 (10 spp.)
- Mesadenus Schltr., 1920 (4 spp.)
- Nothostele Garay (2 spp.)
- Odontorrhynchus M.N.Correa, 1953 (4 spp.)
- Pelexia Poit. ex Rich., 1817 (90 spp.)
- Physogyne Garay, 1982 (3 spp.)
- Pseudogoodyera Schltr., 1920 (1 spp.)
- Pteroglossa Schltr., 1920 (13 spp.)
- Quechua Salazar  &  L.Jost  (1 spp.)
- Sacoila Raf., 1837 (8 spp.)
- Sarcoglottis C.Presl, 1827 (52 spp.)
- Sauroglossum Lindl., 1833 (11 spp.)
- Schiedeella Schltr., 1920 (18 spp.)
- Skeptrostachys Garay, 1980 (10 spp.)
- Sotoa Salazar (1 sp.)
- Spiranthes Rich., 1817 (39 spp.)
- Stalkya Garay, 1980 (1 sp.)
- Stenorrhynchos Rich. ex Spreng., 1826 (5 spp.)
- Svenkoeltzia Burns-Bal., 1989 (3 spp.)
- Thelyschista Garay, 1980 (1 spp.)
- Veyretia Szlach., 1995 (11 sp.)

### Filogenesi
Una struttura molto importante da un punto di vista filogenetico è il ginostemio; in particolare il modo in cui il retinacolo (o viscidio) è collegato al rostello. In base a studi fatti su questo organo (di tipo morfologico) si possono raggruppare alcuni generi in quattro alleanze:
- rostello molto ridotto e inseparabile dal retinacolo:

- Brachystele
- Sauroglossum
- Odontorrhynchos

- rostello ampio e allungato, parzialmente aderente a retinacolo:

- Pelexia
- Cyclopogon
- Sarcoglottis

- rostello ampio e laminare; l'aderenza al retinacolo è soprattutto nella zona centrale:

- Spiranthes
- Hapalorchis

- rostello subulato (è una forma cilindrica che gradualmente si restringe in una punta); il rostello è inoltre racchiuso dal retinacolo:

- Stenorrhynchos
- Schiedeella

Studi più recenti attraverso l'analisi cladistica del DNA del plastidio e del ribosoma hanno dimostrato il carattere monofiletico della sottotribù delle Spiranthinae individuando tra l'altro il carattere sinapomorfo più evidente della monofilia delle Spiranthinae:  l'adesione dei margini del labello alla base del ginostemio; si forma così una specie di tunnel alla fine del quale si accumula il nettare.

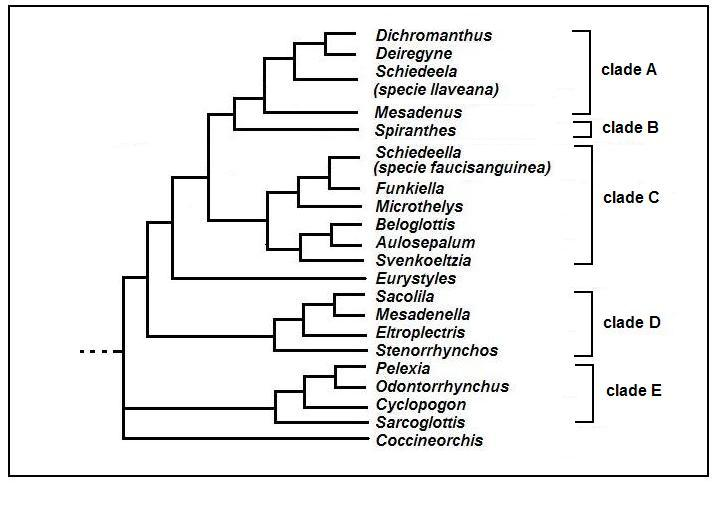
Cladogramma della sottotribù

Il cladogramma a fianco (semplificato – sono indicati solamente i generi delle varie specie) mette in relazione filogenetica alcuni generi della sottotribù. Ma soprattutto individua alcuni nuovi raggruppamenti (cladi da A a E) diversi dagli studi precedenti (Balogh - 1982) che essendo basati sulla morfologia del ginostemio (struttura preposta all'impollinazione) e quindi soggetta a omoplasia (o convergenza evolutiva) potrebbero essere influenzati dalla pressione degli impollinatori più che dall'evoluzione intrinseca del genere.
Un altro studio condotto sul velamen delle radici ha dato dei risultati molto vicini alla precedente ricerca, confermando la struttura interna della sottotribù.

### Alcune specie

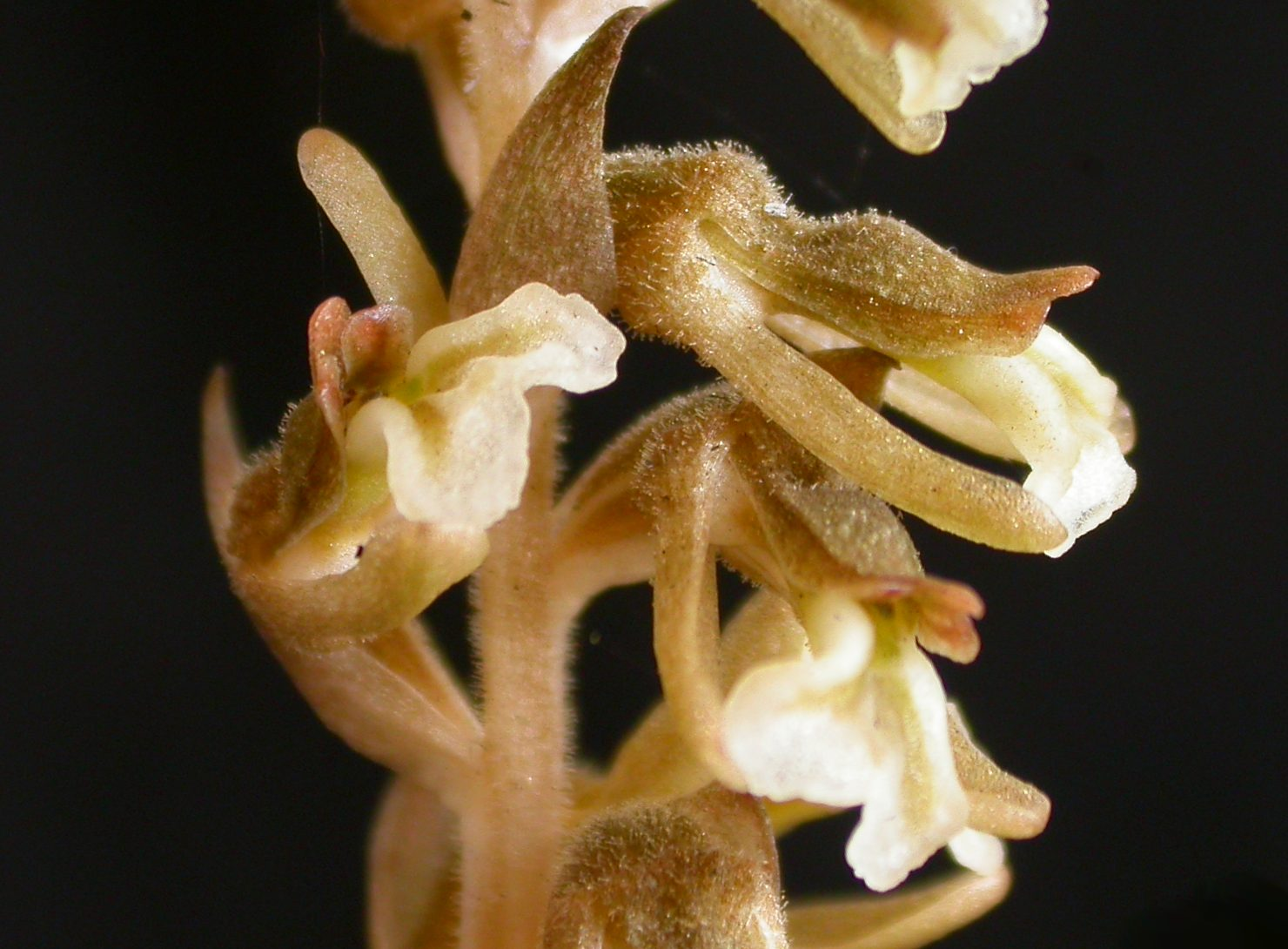
Cyclopogon elatus
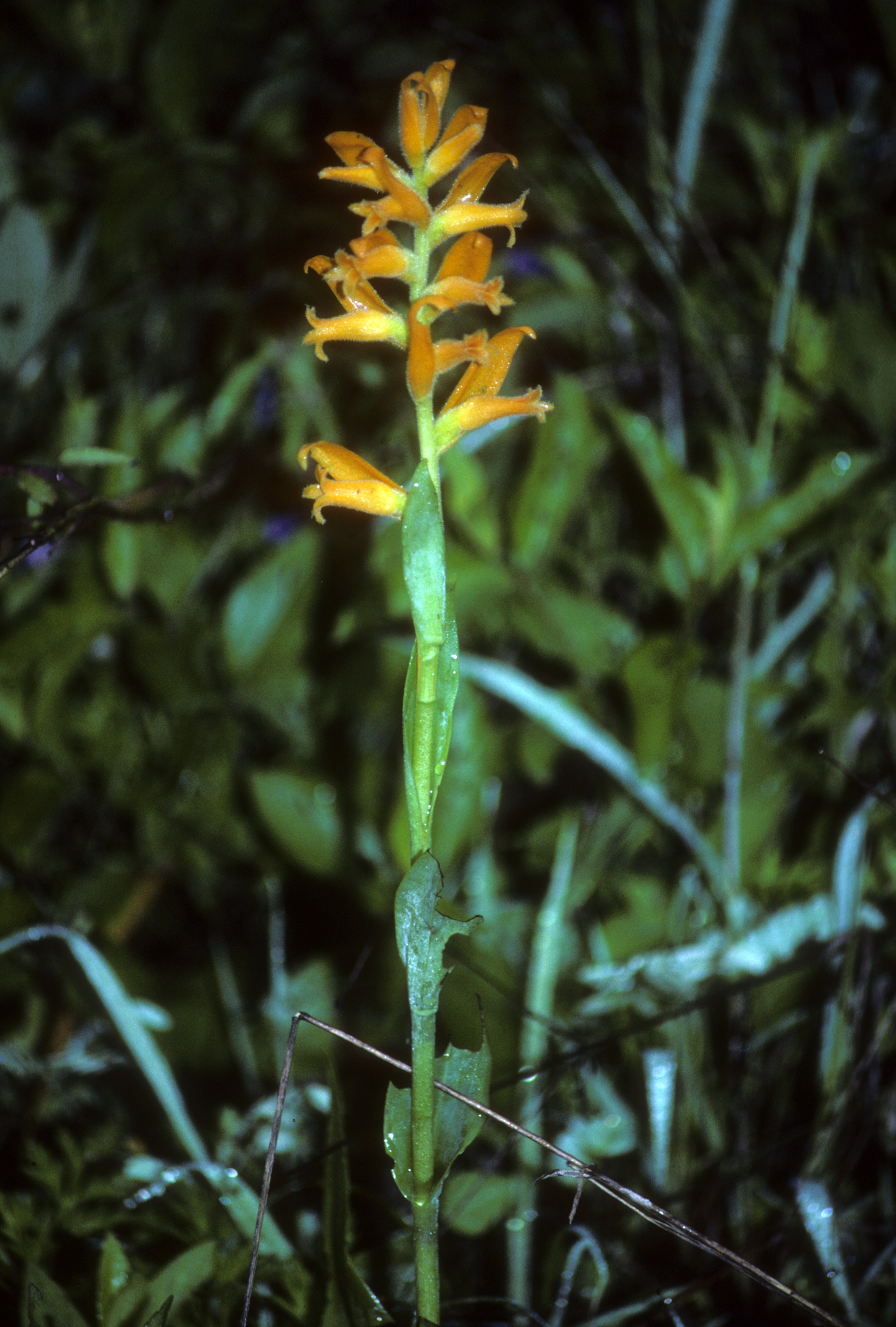
Dichromanthus aurantiacus
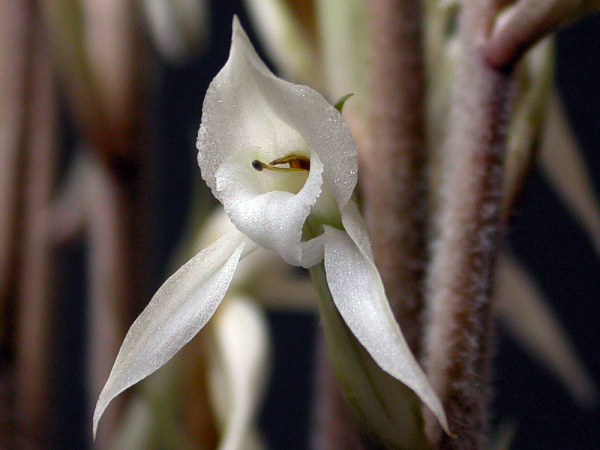
Eltroplectris schlechteriana
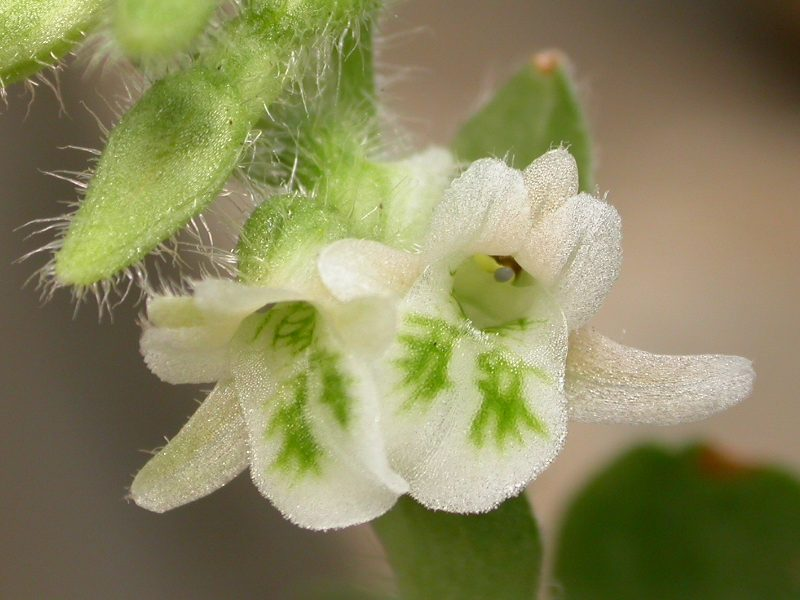
Lankesterella gnomus
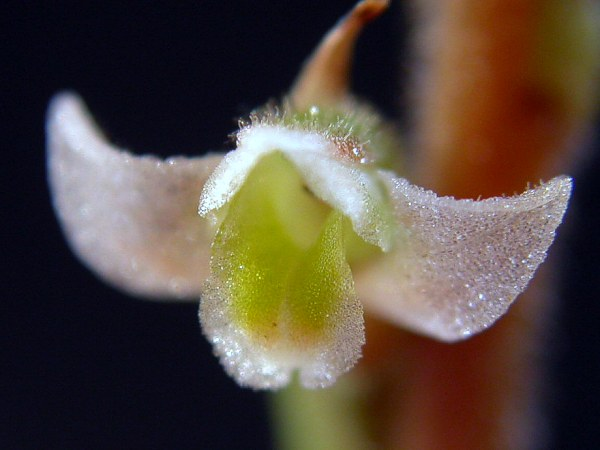
Mesadenella cuspidata
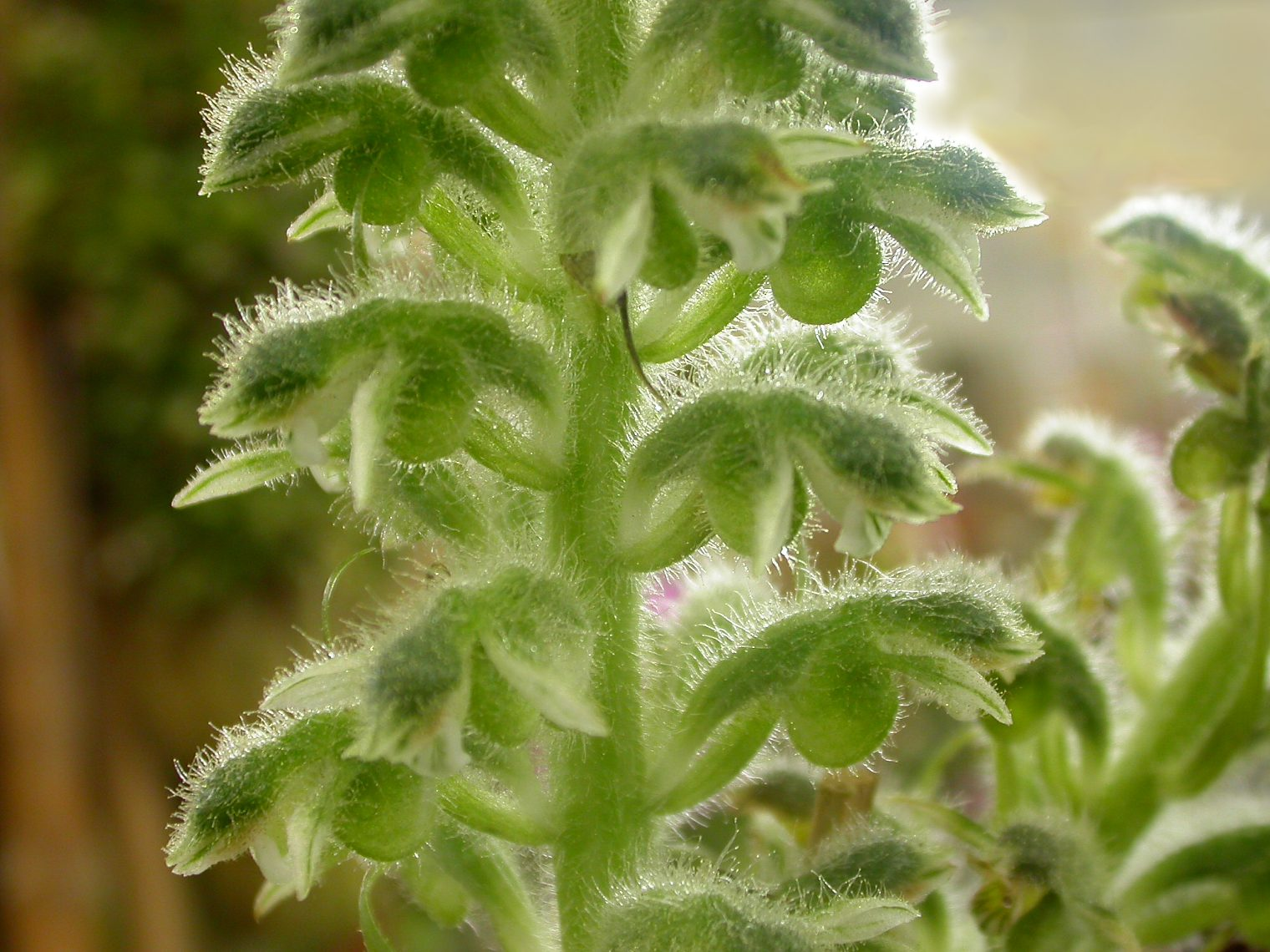
Pelexia bonariensis
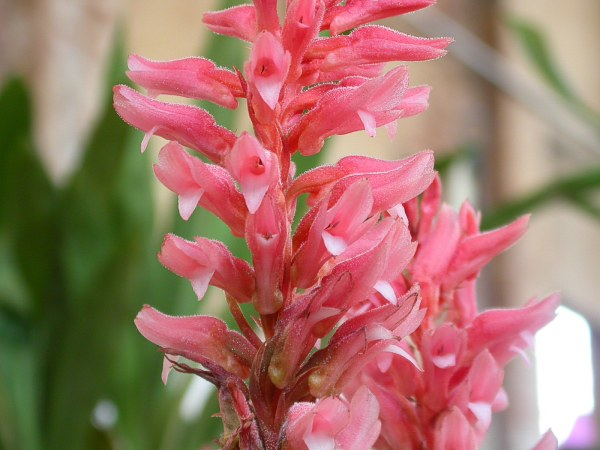
Sacoila lanceolata
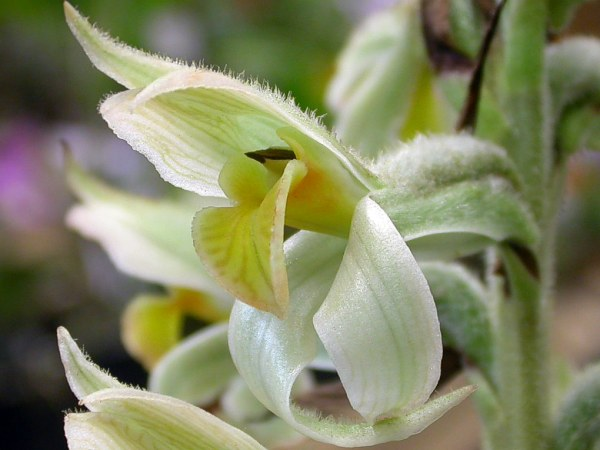
Sarcoglottis heringeri
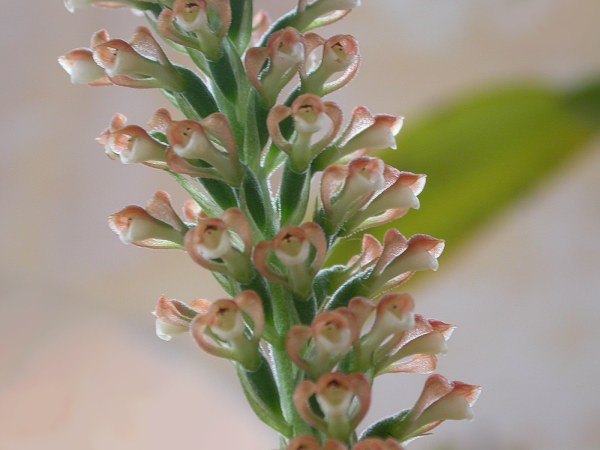
Sauroglossum nitidum
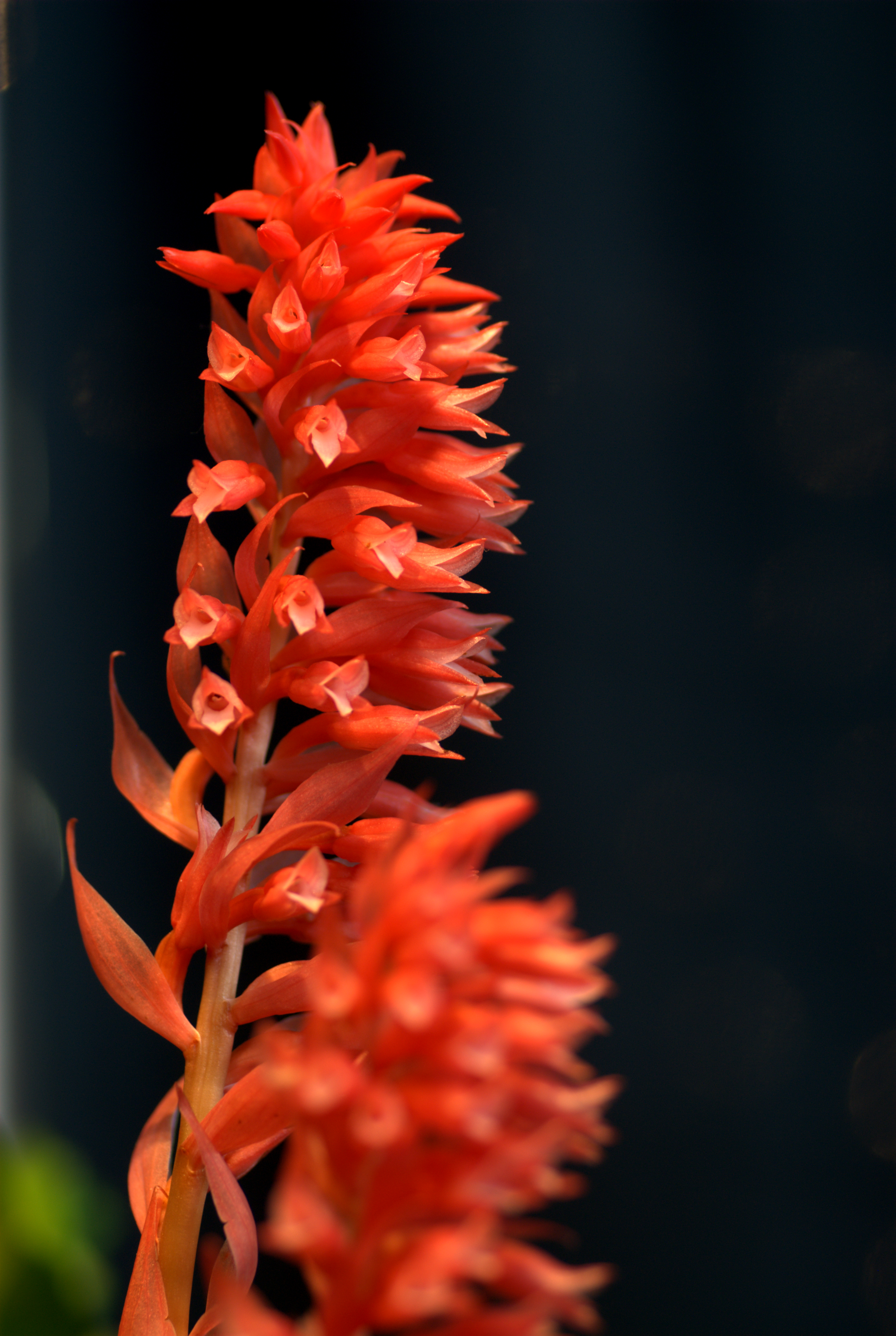
Stenorhynchus speciosa